# Into
Into è il quarto album in studio del gruppo musicale finlandese The Rasmus, pubblicato il 29 ottobre 2001 dalla Playground Music Scandinavia.

## Descrizione
Promosso dal singolo F-F-F-Falling, si tratta del primo album inciso dal gruppo dopo il cambio di nome in The Rasmus, nonché il primo dopo la rescissione del contratto con la Warner Music Finland.

## Tracce
1. Madness – 3:12
2. Bullet – 4:09
3. Chill – 4:17
4. F-F-F-Falling – 3:53
5. Heartbreaker – 3:41
6. Smash – 3:43
7. Someone Else – 4:29
8. Small Town – 4:02
9. One & Only – 3:50
10. Last Waltz – 4:39

Tracce bonus nell'edizione limitata
1. Play Dead – 3:53
2. Used to Feel Before – 4:24

Tracce bonus nella riedizione europea del 2004
1. Can't Stop Me (Bonus Track) – 2:51
2. F-F-F-Falling (Video)

Tracce bonus nella riedizione statunitense del 2004
1. Days – 4:10
2. Can't Stop Me – 2:51
3. Play Dead – 3:53
4. Used to Feel Before – 4:24
5. F-F-F-Falling (Video)

## Formazione
- Lauri Ylönen – voce
- Pauli Rantasalmi – chitarra
- Eero Heinonen – basso
- Aki Hakala – batteria

## Classifiche
| Classifica (2001) | Posizione massima |
| ----------------- | ----------------- |
| Finlandia         | 1                 |